# Mareno di Piave
Mareno di Piave (velenceiül Maren de Piave) település Olaszországban, Veneto régióban, Treviso megyében. Lakosainak száma 9455 fő (2023. január 1.). Mareno di Piave Cimadolmo, Conegliano, San Vendemiano, Santa Lucia di Piave, Vazzola, Codogne és Spresiano községekkel határos.

## Népesség
A település népességének változása:
| Lakosok száma | 9606 | 9613 | 9455 |
|               | 2017 | 2018 | 2023 |

## Híres személyek
- itt született Aldo Bet (1949–2023) válogatott labdarúgó